# Zizians
Die Zizians (deutsch: Zizianer) sind eine sektenähnliche Gruppierung, die in den 2010er Jahren in der San Francisco Bay Area entstand. Sie geht auf Bewegung der Rationalisten und Effektiven Altruisten zurück, welche häufig über mögliche existenzielle Risiken durch künstliche Intelligenz besorgt sind. Die Anhänger der Zizians lehnen die Entwicklung Künstliche Intelligenz ab, warnen vor einem möglichen bevorstehenden Weltuntergang und propagieren einen radikalen Veganismus. Nach ihrem mutmaßlichen Anführer, Jack „Ziz“ LaSota, eine sich als Frau identifizierende und als Mann geborene Person, wurde die Gruppe online als Zizians bezeichnet. International bekannt wurde die Gruppierung, weil mehrere Gewalttaten und Todesfälle der Jahre 2022 bis 2025 mit ihr in Verbindung gebracht wurden.
Der Begriff Zizianer leitet sich von dem Namen Ziz LaSota ab, der manchmal als ihr Anführer bezeichnet wird und stammt aus den Medien. Die Zizianer selbst verwenden diesen Namen jedoch nicht und sehen sich auch nicht zwangsläufig als Gruppierung an.

## Ideologie
Die Zizians entstanden Anfang der 2010er-Jahre in der Rationalistenszene der US-Westküste. Aus zunächst philosophischen Debatten im Internet über Veganismus, Genderidentität und KI formte sich eine radikale Splittergruppe. Ihr Weltbild ist technik- und gesellschaftskritisch geprägt und trägt anarchistische Züge. Die Entwicklung von KI lehnen sie als Bedrohung für die Menschheit ab. Gleichzeitig bezeichnen sich Mitglieder als Anhänger des Effektiven Altruismus und fordern die Rechte von Tieren ein – viele von ihnen leben vegan. Der mutmaßliche Zizians-Anhänger Maximilian Snyder etwa bekannte, er habe es sich zur Aufgabe gemacht, „die Menschheit dazu [zu] bringen, aufzuhören, Tiere zu töten“, und wandte sich mit einem Manifest an den KI-Forscher Eliezer Yudkowsky, einen Vordenker der Rationalisten-Bewegung. Ziz La Sota vertrat auf ihrem Blog auch die Theorie, dass die beiden Hemisphären des Gehirns unterschiedliche Werte und Geschlechter haben und „sich oft gegenseitig umbringen wollen“. Diese ideologischen Elemente – KI-Dystopie, radikaler Tierschutz und soziale Abgrenzung – wurden in US-Medien als sektenartig beschrieben, weshalb die Zizians als „Kult“ und „Sekte“ charakterisiert wurden.

## Geschichte
Die Wurzeln der Gruppe liegen im kalifornischen Berkeley, wo sich 2012 erste Mitglieder um Jack „Ziz“ LaSota zusammenfanden. 2016 formierte sich in San Francisco eine feste Gemeinschaft um LaSota, der als Blogger zu u. a. Genderfragen, Veganismus und KI-Gefahren schrieb. Aufgrund ihrer zunehmend radikalen Ansichten geriet Ziz mit anderen Rationalisten in Konflikt. 2019 geriet Ziz bei Protestaktionen erstmals mit dem Gesetz in Konflikt und wurde mit drei Gefolgsleuten kurzzeitig festgenommen. Bekannte zeigten sich zunehmend besorgt über LaSotas extremere Ideen; ein Kommentator fasste die weitere Entwicklung zusammen: „es lief alles aus dem Ruder.“

### Vorfälle 2022
Im Sommer 2022 inszenierte LaSota offenbar den eigenen Tod: Im August meldeten Zeugen, Ziz sei bei einem Bootsausflug in der Bucht von San Francisco über Bord gegangen und verschwunden. Es erschien sogar eine Todesanzeige in einer Lokalzeitung in Alaska. Nur wenige Monate später waren jedoch mehrere Mitglieder wieder in gewalttätige Zwischenfälle verwickelt. Am 15. November 2022 lockten drei Zizians-Anhänger ihren Vermieter Curtis Lind in Vallejo (Kalifornien) in einen Hinterhalt. Der 80-jährige Lind wurde mit einem Schwert und dutzenden Stichwunden schwer verletzt – unter anderem verlor er ein Auge. In Notwehr erschoss er jedoch eine der Angreiferinnen und schlug die übrigen in die Flucht.  Die getötete Angreiferin, eine 31-jährige Transfrau, war bereits 2019 mit Ziz zusammen festgenommen worden. Zwei Komplizen (eine davon ebenfalls aus dem engen Umfeld LaSotas) wurden wegen versuchten Mordes angeklagt.
Am 31. Dezember 2022 ereignete sich ein Doppelmord an einem älteren Ehepaar in Chester Heights (Pennsylvania). Richard (72) und Rita Zajko (69) wurden in ihrem Haus erschossen; schnell geriet ihre Tochter Michelle „Jamie“ Zajko ins Visier der Ermittler. Sie stand LaSota nahe und galt nun als „Person of Interest“ in dem Fall.  Bei einer Razzia am 13. Januar 2023 in einem Hotel nahe Philadelphia traf die Polizei überraschend auf die totgeglaubte Ziz: LaSota wurde zusammen mit einem Begleiter (Daniel B.) in einem Zimmer entdeckt. LaSota stellte sich leblos und musste von Beamten aus dem Bad getragen werden. Sie kam wegen Behinderung der Justiz in Untersuchungshaft, wurde jedoch im Juni 2023 gegen Kaution freigelassen. Eine Anklage wegen des Doppelmordes erfolgte nicht; Zajko blieb lediglich unter Beobachtung der Polizei.

### Vorfälle 2025
Mehr als ein Jahr lang tauchte LaSota mit einigen Getreuen unter. Im Januar 2025 kam es schließlich zu neuen Gewalttaten, die das Ende der Gruppe einläuteten. Zunächst wurde am 17. Januar 2025 Curtis Lind – der Vermieter aus Vallejo der beim ersten Angriff der Gruppe ein Auge verloren hatte und inzwischen 82 Jahre alt war – vor seinem Haus niedergestochen. Lind erlag seinen Stichverletzungen; die Behörden vermuteten eine Verschwörung, um diesen wichtigen Zeugen der früheren Taten zum Schweigen zu bringen. Als Täter wurde der 22-jährige Maximilian Snyder ermittelt, ein Anhänger der Zizians, der kurz darauf wegen Mordes angeklagt wurde.
Nur wenige Tage später, am 20. Januar 2025, gerieten zwei Mitglieder der Gruppe in Vermont in eine Kontrolle der Grenzpolizei, die in einen Schusswechsel eskalierte. Eine 21-jährige Zizians-Anhängerin eröffnete das Feuer auf die Beamten; ein 28-jähriger Begleiter zog ebenfalls eine Waffe. Bei dem Feuergefecht wurden der US-Grenzbeamte David Maland und der 28-Jährige getötet – es handelte sich um den deutschen Informatiker Felix „Ophelia“ Bauckholt, ein Freiburger Mathematiker. Die 21-Jährige überlebte verletzt und wurde festgenommen. Bei ihr handelte es sich um Teresa Youngblut, Snyders Verlobte aus Washington, die anschließend bundesweit wegen Waffenbesitzes und weiterer Delikte angeklagt wurde. Wenige Tage nach dem Vermont-Zwischenfall spürten Bundesagenten schließlich Jack „Ziz“ LaSota in Maryland auf und nahmen sie zusammen mit zwei Getreuen fest. Ein Gericht entschied, LaSota ohne Kaution in Haft zu behalten, da von ihr weiterhin Flucht- und Gefahrenpotential ausgehe. Die US-amerikanische Bundesanwaltschaft plant, für Teresa Youngblut die Todesstrafe zu fordern.

## Mitglieder
Zu den bekannten Mitgliedern der Zizians zählen insbesondere die folgenden Personen:
- Jack „Ziz“ LaSota – Gründerin und Kopf der Gruppe. LaSota (* 1990) ist eine Software-Entwicklerin und Transfrau aus Alaska. Unter dem Pseudonym Ziz verfasste sie Blogs und Manifeste zu veganer Lebensführung und Risiken fortgeschrittener KI. Im Januar 2025 wurde LaSota als mutmaßliche Anführerin der Zizians verhaftet und in Untersuchungshaft genommen.
- Felix „Ophelia“ Bauckholt – Eine deutsche transgeschlechtliche Informatikerin (* 1996 in Freiburg im Breisgau), die sich der Gruppe anschloss. Bauckholt nahm einst an der Internationalen Informatik-Olympiade teil, studierte Mathematik in Kanada und arbeitete zuletzt in New York an der Wall Street für einen Hochfrequenzhändler. Sie gehörte zu den radikalsten Anhängern und kam Ende Januar 2025 bei dem Schusswechsel mit der US-Grenzpolizei in Vermont ums Leben.[4][8][9]
- Michelle „Jamie“ Zajko – US-Amerikanerin aus Pennsylvania, die zum engen Kreis um LaSota zählte. Zajko geriet in Verdacht, an der Ermordung ihrer eigenen Eltern Richard und Rita Zajko an Silvester 2022 beteiligt gewesen zu sein. Sie wurde 2023 als Person of Interest geführt, jedoch bislang nicht offiziell angeklagt. Laut Ermittlern hatte Zajko mehrere Waffen erworben, die später bei Verbrechen der Zizians verwendet wurden.[4]
- Maximilian Snyder – Software-Entwickler (* 2002) aus dem US-Bundesstaat Washington. Snyder, ein ehemaliger Student der Oxford University, schloss sich den Zizians um 2021 an und radikalisierte sich in der Überzeugung, durch Gewalttaten das Töten von Tieren verhindern zu müssen. Er wird beschuldigt, im Januar 2025 den Zeugen Curtis Lind ermordet zu haben, und wurde deshalb 2025 wegen Mordes in Kalifornien angeklagt.[10]
- Teresa Youngblut – Studentin (* ca. 2003) aus Washington und Verlobte von Snyder. Youngblut beteiligte sich an den Aktionen der Gruppe und soll am 20. Januar 2025 in Vermont das Feuer auf die Grenzpolizei eröffnet haben. Sie überlebte angeschossen und wurde wegen illegalen Waffenbesitzes und weiterer Bundesvergehen angeklagt.[11]
- Alexander Leatham  – eine Transgender-Frau (* ca. 1995) aus Kalifornien, die Mathematik an der University of California studierte, ohne jedoch einen Abschluss zu machen. Sie war am Angriff auf Curtis Lind in Vellejo 2022 beteiligt und wurde deshalb wegen versuchten Mordes angeklagt.[12][13]

## Mutmaßliche Straftaten
Den Zizians werden zwischen 2022 und 2025 mehrere Gewaltdelikte zur Last gelegt. Ermittler in den USA verknüpfen bundesweit insgesamt sechs Todesfälle mit der Gruppe. Dabei handelt es sich um vier mutmaßliche Mordopfer sowie zwei getötete Gruppenmitglieder. Dazu gehören die Morde an Richard und Rita Zajko, der Angriff auf und der Mord an Curtis Lind sowie die Tötung von David Maland. Neben diesen tödlichen Vorfällen sollen Mitglieder der Gruppierung auch weitere Straftaten begangen haben – darunter Waffen- und Eigentumsdelikte. So wird Jack LaSota in Maryland u. a. illegaler Waffenbesitz und Hausfriedensbruch vorgeworfen. Die Ermittler prüfen zudem, ob es ein weiterreichendes kriminelles Netzwerk der Zizians mit Aktivitäten in mehreren Bundesstaaten gibt. Allerdings befinden sich die Hauptverdächtigen seit 2025 in Haft, sodass von einem Ende der Zizians ausgegangen wird.